# Glenea diverselineata
Glenea diverselineata é uma espécie de escaravelho da família Cerambycidae. Foi descrita por Maurice Pic em 1926.

## Subespecie
- Glenea diverselineata birmanica Breuning, 1956
- Glenea diverselineata diverselineata Pic, 1926
- Glenea diverselineata intermediária Breuning, 1968